# نیژنزولوتیلوو
نیژنزولوتیلوو (به لاتین: Nizhnezolotilovo) یک منطقهٔ مسکونی در روسیه است که در استان آرخانگلسک واقع شده‌است.